# Calomicrus pinicola
Calomicrus pinicola es un coleóptero de la familia Chrysomelidae.
Fue descrita científicamente por primera vez en 1825 por Duftschmid.